# Partido Liberal (Chile, 1998-2002)
Partido Liberal fue un partido político chileno de centro, existente entre 1998 y 2002. Buscó ser heredero político del antiguo Partido Liberal, existente entre 1849 y 1966.

## Historia
En diciembre de 1998, los militantes del Partido Alianza de Centro reinscribieron el Partido Liberal (PL) en tres regiones de Chile, reuniendo más de 11 000 adherentes.[cita requerida] El proceso de inscripción estuvo a cargo de Pedro Correa, Patricio Rosende y Waldo Carrasco. El nuevo partido adoptó el lema «A refundar la sociedad» y como símbolo una estrella amarilla sobre un fondo azul con la expresión "Partido Liberal" en la parte inferior.
En 1999 el Partido Liberal, entonces presidido por Adolfo Ballas, decidió apoyar la candidatura presidencial de Ricardo Lagos en las primarias de la Concertación, ante lo cual se formó una facción disidente que formó el Movimiento Liberal Democrático, el cual apoyó la candidatura de Joaquín Lavín.
El Partido Liberal nuevamente fue inscrito como partido político legalmente constituido ante el Servicio Electoral de Chile el 17 de marzo de 2000, luego de haber iniciado los trámites para su reinscripción en 1998. Ese mismo año fue elegido Armando Jaramillo Lyon como su presidente.
El partido integró la coalición electoral de la Concertación de Partidos por la Democracia para las elecciones municipales de 2000 y logró elegir al profesor José Fernández Muñoz como concejal en la comuna de San Nicolás.
En 2001 el Partido Liberal inscribió su propia lista en las elecciones parlamentarias. Al no conseguir el 5 % mínimo, intentó salvar su existencia mediante una propuesta de fusión con la Unión de Centro Centro (UCC) en marzo de 2002, sin embargo, ésta no contó con el apoyo unánime del partido, por lo cual no se concretó. Finalmente, su inscripción fue caducada en el Servicio Electoral el 3 de mayo de 2002 y la mayoría de sus militantes terminaron integrándose en las filas del Partido por la Democracia (PPD). En 2003 algunos de sus exmilitantes crearon el Partido Alianza Regionalista Liberal, de efímera existencia.

## Presidentes
- Adolfo Ballas (1998-2000)
- Armando Jaramillo Lyon (2000-2002)[11]

## Resultados electorales

### Elecciones parlamentarias
|  | 0,06 % |

|  | 0,08 % |

### Elecciones municipales
| Elección | Votos  | % de votos      | Concejales |
| -------- | ------ | --------------- | ---------- |
| 2000     | 1206   | \| \| 0,02 % \| | 1/1783     |
|          | 0,02 % |                 |            |